# Indonesische Basketballnationalmannschaft der Damen
Die indonesische Basketballnationalmannschaft der Damen ist die Auswahl indonesischer Basketballspielerinnen, welche die Indonesian Basketball Association auf internationaler Ebene, beispielsweise in Freundschaftsspielen gegen die Auswahlmannschaften anderer nationaler Verbände, aber auch bei internationalen Wettbewerben repräsentiert. Größter Erfolg war der vierte Rang bei der Asienmeisterschaft 1972. Im Jahr 1954 trat der nationale Verband dem Weltverband Fédération Internationale de Basketball (FIBA) bei. Im November 2013 wurde die Mannschaft auf dem 55. Platz der Weltrangliste der Frauen geführt.

## Internationale Wettbewerbe

### Indonesien bei Weltmeisterschaften
Die Mannschaft konnte sich bisher nicht für eine Weltmeisterschaft qualifizieren.

### Indonesien bei Olympischen Spielen
Bisher gelang es der Mannschaft nicht, sich für die olympischen Basketballwettbewerbe zu qualifizieren.

### Indonesien bei Asienmeisterschaften
Die Mannschaft kann bisher elf Teilnahmen an der Asienmeisterschaft vorweisen:
| - 1965: nicht qualifiziert - 1968: nicht qualifiziert - 1970: 5. Platz - 1972: 4. Platz - 1974: nicht qualifiziert - 1976: nicht qualifiziert - 1978: 7. Platz - 1980: 9. Platz - 1982: nicht qualifiziert - 1984: nicht qualifiziert - 1986: 10. Platz - 1988: nicht qualifiziert - 1990: 9. Platz | - 1992: 6. Platznn - 1994: 11. Platz - 1995: 12. Platz - 1997: 11. Platz - 1999: nicht qualifiziert - 2001: nicht qualifiziert - 2004: nicht qualifiziert - 2005: nicht qualifiziert - 2007: nicht qualifiziert - 2009: nicht qualifiziert - 2011: 9. Platz - 2013: 9. Platz - 2015 |